# Linnés jordkrypare
Linnés jordkrypare (Geophilus electricus) är en mångfotingart som först beskrevs av Carl von Linné 1758.  Linnés jordkrypare ingår i släktet Geophilus och familjen storjordkrypare. Enligt den finländska rödlistan är arten sårbar i Finland. Arten är reproducerande i Sverige. Artens livsmiljö är lundskogar. Inga underarter finns listade i Catalogue of Life.